# Čchiao Jen-min
Čchiao Jen-min (čínsky pchin-jinem Qiáo Yànmǐn, znaky 庄晓岩; * 1971) je bývalá čínská zápasnice – judistka.

## Sportovní kariéra
Připravovala se v provincii Che-pej. V čínské ženské reprezentaci se pohybovala v první polovině devadesátých let dvacátého století v těžké váze nad 72 kg. V roce 1992 neuspěla v čínské olympijské nominaci na olympijské hry v Barceloně. Sportovní kariéru ukončila v roce 1996.

## Výsledky

### Váhové kategorie
| Turnaj            | 1991       | 1992       | 1993       | 1994       |
| Turnaj            | 20         | 21         | 22         | 23         |
| Turnaj            | těžká váha | těžká váha | těžká váha | těžká váha |
| ----------------- | ---------- | ---------- | ---------- | ---------- |
| Olympijské hry    |            | —          |            |            |
| Mistrovství světa | —          |            | 5.         |            |
| Asijské hry       |            |            |            | —          |
| Mistrovství Asie  | 1.         |            | —          |            |

### Bez rozdílu vah
| Turnaj            | 1991 | 1992 | 1993 | 1994 |
| Turnaj            | 20   | 21   | 22   | 23   |
| ----------------- | ---- | ---- | ---- | ---- |
| Mistrovství světa | —    |      | —    |      |
| Asijské hry       |      |      |      | 2.   |
| Mistrovství Asie  | 1.   |      | —    |      |